# إي إيه سبورتس يو إف سي
إي إيه سبورتس يو إف سي (بالإنجليزية: EA Sports UFC)‏ هي لعبة فيديو قتال لفنون القتال المختلطة تم تطويرها بواسطة إي أيه كندا، وتم نشرها في 17 يونيو 2014 بواسطة إلكترونيك آرتس لأجهزة بلاي ستيشن 4 وإكس بوكس ون.